# Danthonia unispicata
Danthonia unispicata es una especie de planta herbácea perteneciente a la familia de las poáceas. Se la trata a veces como una variedad de Danthonia californica, de la que es muy similar. 

## Descripción
Es una planta perenne en forma de manojo de hierbas que crece en grupos con un tamaño de 10 a 30 centímetros de altura, muy peluda, con las hojas enrolladas. La inflorescencia tiene una espiguilla única, o, a veces hasta cuatro espiguillas.

## Distribución y hábitat
Es nativa de Norteamérica occidental, donde crece en diferentes tipos de hábitat, incluyendo pastizales y áreas abiertas en los bosques de montaña.

## Taxonomía
Danthonia unispicata fue descrita por (Thurb.) Munro ex Macoun y publicado en Catalogue of Canadian Plants 2(4): 215. 1888.
Etimología
Danthonia: nombre genérico fue otorgado en honor de E.Danthoine, un botánico francés.
unispicata: epíteto latino que significa "con una espiga".
Sinonimia
- Danthonia californica var. unispicata Thurb.
- Danthonia unispicata Thurb.
- Merathrepta unispicata (Thurb.) Piper
- Pentameris unispicata (Thurb.) A.Nelson & J.F.Macbr.[3][4]